# Borstendorf
Borstendorf – dzielnica gminy Grünhainichen w Niemczech, w kraju związkowym Saksonia, w powiecie Erzgebirgskreis, w związku gmin Wildenstein. Do 31 grudnia 2014 samodzielna gmina. Do 29 lutego 2012 w okręgu administracyjnym Chemnitz.